# 陈前林
陈前林（1967年11月—），男，汉族，贵州毕节人，中华人民共和国政治人物。现任贵州大学先进技术研究院院长，民革贵州省委副主委。第十四届全国政协委员。